# Letni pałac Poznańskiego
Letni pałac Poznańskiego – drewniana rezydencja fabrykancka z końca XIX w. przy al. Włókniarzy 196 w Łodzi, istniejąca do 1998 roku.

## Historia
Od połowy XIX w. na ponownie wykarczowanym obszarze Kozin zakładane były sady i ogrody warzywne. Bliskość lasu sprzyjała rekreacji. W latach 80. fabrykant Izrael Poznański nabył grunty przy ul. Srebrzyńskiej i wybudował dużą drewnianą willę.
Drewniana willa służyła w czasach PRL dzieciom pracowników zakładów Marchlewskiego (dawna fabryka Izraela Poznańskiego) jako miejsce letnich kolonii. W późniejszych latach obiekt został zaadaptowany na mieszkania.
Budynek spłonął zimą 1998 roku. Jego pozostałości zostały rozebrane na początku XXI w.